# 锡伯河 (中国)
锡伯河，又作锡泊河，位于中华人民共和国内蒙古自治区东部的一条河流，是英金河右岸支流，发源于赤峰市喀喇沁旗美林镇西部，七老图山脉东麓茅荆坝旺业甸国家森林公园内的美林谷，东南流至罗圈铺村三道沟门转东北流，经美林镇、王爷府镇、县城锦山镇、牛家营子镇等地，过牛家营子镇仓窖村后流入赤峰市市区，为松山区与红山区的界河，于市区中东部向阳街道松州公园附近汇入英金河。河流全长117千米，流域面积2968.34平方千米，河道平均比降8.9‰，年均径流量1.03亿立方米。锡伯河上游流经山区，森林资源丰富；中下游地区以农业为主。